# 坂内食堂
坂内食堂（ばんないしょくどう）は、福島県喜多方市に所在する喜多方ラーメン専門店である。株式会社坂内（ばんない）が運営する。店舗（坂内食堂 喜多方本店）および本社所在地は、福島県喜多方市細田7230番地で、喜多方市役所に隣接して立地する。本項では運営会社である株式会社坂内についても記述する。
喜多方ラーメンの有名店として知られ「喜多方ラーメン御三家」の1店と言われる。また創業者（妻のヒサ）は、喜多方市内のラーメン店が1987年（昭和62年）3月4日に結成した団体「蔵の町喜多方老麺会」の3代目会長を務め、2023年現在も加盟店である。
またのれん分けの形で、喜多方ラーメンのチェーン店「喜多方ラーメン坂内」を全国でフランチャイズ展開する株式会社麺食（本社：東京都）が発足し、ご当地ラーメンの喜多方ラーメンが全国に広まることとなったが、その基となった店舗としても知られる。
なお、「坂内食堂」を運営する株式会社坂内と、「喜多方ラーメン坂内」を運営する株式会社麺食は別の企業で、メニューもそれぞれ独自で異なるが、本家である「坂内食堂」3代目の坂内晶文が、逆に「喜多方ラーメン坂内」で修行するなど、現在も一定の人的交流はある。

## 概要
福島県会津地方北部に位置する喜多方市は「蔵の町」として知られ、同じ会津地方の中心都市である会津若松市は白虎隊で知られる城下町であるが、喜多方市は飯豊山からの豊富な伏流水に恵まれたことから、古くから清酒・味噌・醤油などの醸造業が盛んで「醸造町」として発展し、醸造蔵も多く見られる。また古くから商人の町として発展したため店舗として使う「店蔵」が立ち並び、1880年（明治13年）の大火で蔵が焼け残ったことから、家財や穀物を収納する蔵も多くある。
この良質な水とそこから生まれた醤油が、喜多方ラーメンを生み出すこととなる。喜多方ラーメンは90年以上の歴史があり、人口約4万人の市内に100店以上のラーメン店が存在する。
1954年（昭和29年）に喜多方町と周辺7村が合併の上で市制施行して喜多方市が成立。その4年後となる1958年（昭和33年）5月に坂内新吾・ヒサ夫妻が市内で「坂内食堂」を創業、開店当時はラーメン1杯を40円で提供していた。
蔵の立ち並ぶ伝統的な町並みは、1970年代に入ると当時の国内旅行ブームの中で観光地としても注目されるようになり、1975年（昭和50年）にNHK総合テレビの旅行番組『新日本紀行』で「蔵ずまいの町」として喜多方市が取り上げられたことから、多くの観光客が訪れるようになった。そして同番組が放映された1975年時点で、市内には約100店のラーメン店があり、訪れた観光客が喜多方ラーメンを食べたことからご当地ラーメンとして評価されるようになった。そうしたブームの中で「坂内食堂」の知名度も向上し、喜多方ラーメンの有名店としてその名が全国に広まることとなった。

## 株式会社麺食との関係
現代表で3代目の坂内章史（創業者の坂内新吾・坂内ヒサの孫）は、2代目として店を継いだ両親のもとで育ち、地元の高等学校を卒業後に福島県を出て、神奈川県内の大学へ進学し経営学を専攻。大学で学んだ内容を家業の発展に活かしたいと考えるようになるが、卒業後はすぐに実家へは戻らず、修行先として株式会社麺食が運営する「喜多方ラーメン坂内」を選んだ。そして同社に5年間勤務し「喜多方ラーメン坂内」の店長などを務めた。そしてコロナ禍で飲食業が苦境に陥る中、2021年（令和2年）7月に実家に帰り、3代目として家業を継いだ。